# Purwahamba
Purwahamba is een bestuurslaag in het regentschap Tegal van de provincie Midden-Java, Indonesië. Purwahamba telt 7385 inwoners (volkstelling 2010).